# Kyösti Virrankoski
Kyösti Virrankoski (* 4. April 1944 in Kauhava, Finnland) ist ein finnischer Politiker und war von 1996 bis 2009 Mitglied des Europäischen Parlaments für die Finnische Zentrumspartei, als Mitglied der Fraktion Allianz der Liberalen und Demokraten für Europa.

## Leben
Virrankoski machte 1972 sein Staatsexamen in Philosophie an der Universität Helsinki. 1968 bis 1974 als Lehrer für Mathematik und Umweltkunde tätig, arbeitete er im Anschluss als Lektor für Mathematik (1974 bis 1983, 1987 bis 1991 sowie 1995 bis 1996).
Politisch betätigte sich Virrankoski 1973 bis 2000 als Mitglied der Gemeinde- und Stadtverordnetenversammlung von Kauhava und war in dieser Zeit 1977 bis 1989 Mitglied der Gemeinde- und Stadtverwaltung der Stadt. 1990 wurde er Vorsitzender der Stadtverordnetenversammlung, ein Amt, das er bis 1999 innehatte. 1991 gelang es Virrankoski in das finnische Parlament gewählt zu werden. Als Abgeordneter war er 1994 bis 1995 Mitglied der finnischen Delegation im Nordischen Rat.
1996 wurde der 1995 aus dem finnischen Parlament ausgeschiedene Virrankoski in das Europäische Parlament gewählt und konnte sein Mandat bei den folgenden Wahlen erfolgreich verteidigen.
Virrankoski war 1993 bis 2000 Vorsitzender des Provinziallandtags Südösterbotten.

## Posten als MdEP
- Stellvertretender Vorsitzender im Haushaltsausschuss
- Mitglied in der Delegation für die Beziehungen zu Japan
- Mitglied im Haushaltskontrollausschuss
- Stellvertreter im Ausschuss für Landwirtschaft und ländliche Entwicklung
- Stellvertreter in der Delegation in der Paritätischen Parlamentarischen Versammlung AKP-EU